# San Pietro Viminario
San Pietro Viminario là một đô thị thuộc tỉnh Padova vùng Veneto, located about 45 km về phía tây nam của Venezia và cách khoảng 20 km về phía nam của Padova. Tại thời điểm ngày 31 tháng 12 năm 2004, đô thị này có dân số 2.680 người và diện tích 13,3 km².
San Pietro Viminario giáp các đô thị: Cartura, Conselve, Monselice, Pernumia, Tribano.